# Vodopády Studeného potoka
Die Vodopády Studeného potoka (slowakisch ungenau auch Studenovodské vodopády genannt; deutsch Kohlbachfälle oder Kohlbachwasserfälle, ungarisch Tar-pataki-vízesések, polnisch Wodospady Zimnej Wody) sind eine Wasserfallkaskade in der slowakischen Hohen Tatra. Sie befindet sich im Verlauf des Studený potok (deutsch Kohlbach), im Tal Studená dolina (deutsch Kohlbachtal), kurz nach dem Zusammenfluss der Quellflüsse Veľký Studený potok (deutsch Großer Kohlbach) und Malý Studený potok (deutsch Kleiner Kohlbach).
Die Wasserfälle sind an sich nicht besonders hoch, aber langgestreckt und fallen auf einer Strecke von etwa 1,5 km hinunter mit einem Höhenunterschied von 123 m. Beginnend auf einer Höhe von 1276 m n.m. gehören folgende Wasserfälle zur Kaskade:
- Malý vodopád (auch Vyšný vodopád genannt, deutsch Kleiner Wasserfall oder Oberer Wasserfall, Seehöhe 1258–1276 m)
- Skrytý vodopád (deutsch Verborgener Wasserfall, Seehöhe 1247 m, 5 m hoch)
- Veľký vodopád (auch Prostredný vodopád genannt, deutsch Großer Wasserfall oder Mittlerer Wasserfall, Seehöhe 1226 m bei der untersten Stufe, bis zu 13 m hoch)
- Dlhý vodopád (auch Nižný vodopád genannt, deutsch Langer Wasserfall oder Unterer Wasserfall, Seehöhe 1153–1197 m)

Oberhalb dieser Kaskade liegen noch der größere Obrovský vodopád (deutsch Riesenwasserfall) und der kleinere Trojitý vodopád (deutsch Künstlerwasserfall), die zum Verlauf des Quellflusses Malý Studený potok gehören, jedoch in einigen Quellen mitgezählt werden.
Als populäres Ausflugsziel ist die Kaskade ganzjährig erreichbar und durch dichtes Wanderwegnetz gut erschlossen. Ein blau markierter Wanderweg von Tatranská Lomnica heraus überquert die Kaskade beim Veľký vodopád und geht weiter Richtung Tal Veľká Studená dolina. Ein grün markierter Weg von Starý Smokovec heraus über den Hrebienok (deutsch Kämmchen) und die Hütte Bilíkova chata führt zum Abzweig Nad Dlhým vodopádom mit dem blauen Weg. Von Tatranská Lesná heraus begleitet den Studený potok und endet beim Dlhý vodopád am grünen Weg. In der Nähe passiert zudem der rot markierte Wanderweg Tatranská magistrála (Abzweige am Hrebienok oder bei der Hütte Rainerova chata).